# Киреевск
Киреевск (на руски: Киреевск) е град в Русия, административен център на Киреевски район, Тулска област. Населението на града към 1 януари 2018 година е 25 741 души.

## География
Градът е разположен по брега на река Олен, на 40 км от град Тула.